# Allium textile

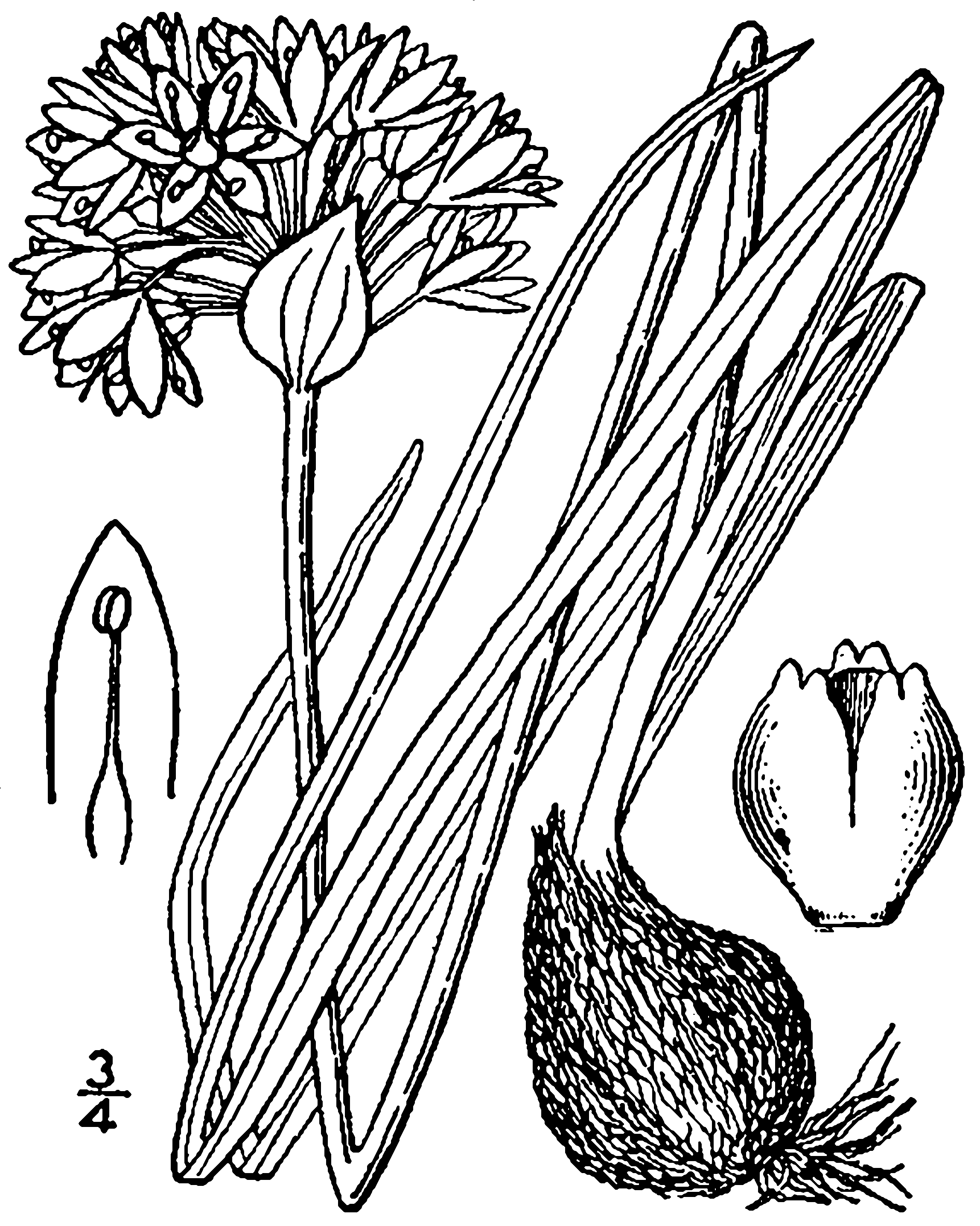
Illustration botaniqie de 1913 d'un Ognon des prairies.

Espèce
Classification APG III (2009)
Statut de conservation UICN

 LC  : Préoccupation mineure
L'Ognon des prairies ou Ognon textile (anciennement orthographié oignon) (Allium textile) est une espèce commune d'oignon sauvage de la famille des Amaryllidacées que l'on trouve dans la partie centrale de l'Amérique du Nord.

## Description
Allmiu textile forme des bulbes en forme d'œuf pouvant atteindre 2,5 cm de long. Il n'a pas de rhizomes. Les hampes florales ont une section transversale ronde et mesurent jusqu'à 40 cm de haut. Les fleurs sont en forme de cloche ou d'urne, d'environ 6 mm de diamètre ; les tépales sont blancs ou roses à nervures médianes brun rougeâtre ; le pollen et les anthères sont jaunes.

## Taxonomie
Allium textile est placé dans la section Amerallium, sous-genre Amerallium,.
Il a pour synonymes :        
- Allium angulosum Pursh 1813, illegitimate homonym not L. 1753 ;
- Allium aridum Rydb. ;
- Allium geyeri var. textile (A. Nelson & J.F. Macbr.) B. Boivin ;
- Allium reticulatum Fraser ex G. Don 1827, illegitimate homonym, not J. Presl & C. Presl 1817 ;
- Allium reticulatum var. playanum M.E. Jones ;
- Maligia laxa Raf.[5].

## Répartition et habitat
La zone d'origine de Allium textile s'étend à travers les états des grandes plaines : de l'Oklahoma au Montana et au Minnesota, ainsi que les états des du nord, du Nouveau-Mexique à Washington, plus les provinces canadiennes de l'Alberta, du Saskatchewan et du Manitoba. Il y a aussi une population isolée en Indiana.
 Allium textile  pousse dans des endroits secs et ensoleillés à des altitudes de 300 à 2 400 m,,,,,,.